# 加拿大社会主义
加拿大社会主义有着悠久的历史，与保守主义和自由主义一道，曾是该国重要的政治力量之一。
在早期，加拿大的社会主义运动主要在西部地区兴起。1898年，加拿大的社会主义劳工党在温哥华成立；1901年，不列颠哥伦比亚社会党成立。1904年，加拿大社会党成立，成为加拿大第一个全国性的社会主义政党。后来，1919年的温尼伯大罢工以及1929年—1939年的大萧条，被认为进一步推动了社会主义在加拿大的发展。
社会主义劳工党是加拿大第一个社会主义政党，于1898年由支持美国社会主义者丹尼尔·德莱昂和美国社会主义劳工党的思想的加拿大人创建。该党于1930年代成为全国性政党，并在多伦多设立总部，但从未在选举中获得议席。它仅推举了少量候选人参选，且在各自的选区中都排名最后。
加拿大社会党存在于1904年—1925年，由E·T·金斯利领导，并出版《西部号角》。该党于1904年12月在不列颠哥伦比亚社会党的第四次年会上成立。1904年—1922年，该党的一些成员在不列颠哥伦比亚省、阿尔伯塔省和马尼托巴省当选省议员。该党在推动加拿大建立“一大联盟”工会方面发挥了重要作用。它还强烈反对加拿大参与第一次世界大战。受到俄国革命和温尼伯大罢工的影响，许多该党的支持者开始倾向于布尔什维克主义及列宁、托洛茨基的思想。
平民合作联盟成立于1932年，是一个农业社会主义政党。其首份纲领是《里贾纳宣言》，于1933年通过。该党在整个1930年代间逐渐在产业工人中获得支持。1944年，该党的萨斯喀彻温省分支组建加拿大历史上第一个社会主义省政府，并持续执政至1964年。
新民主党于1961年成立，由平民合作联盟与加拿大劳工大会的政治力量合并而成。在为期5天的成立大会上，该党确立了自己的基本原则、政策和组织结构，并选举了长期担任萨斯喀彻温省省长的汤米·道格拉斯为首任领袖。尽管该党从未在联邦层面赢得大选，但自成立以来，其省级政党已在10个省中的6个省执政。该党最初的党章序言曾自称为社会主义政党。自2013年起，党章修订为“社会民主主义和民主社会主义是该党的思想源泉”。